# Жаксимай
Жаксима́й (каз. Жақсымай) — станційне селище у складі Темірського району Актюбінської області Казахстану. Входить до складу Жаксимайського сільського округу.
Населення — 224 особи (2021; 171 у 2009, 190 у 1999).